# Vladimir Tichonov
Vladimir Tichonov född den 31 oktober 1956 i Groznyj, Ryssland, är en sovjetisk gymnast.
Han tog OS-silver i lagmångkampen i samband med de olympiska gymnastiktävlingarna 1976 i Montréal.